# 나비스

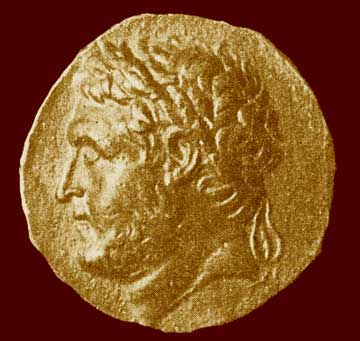
왕을 자칭했던 스파르타 나비스의 동전

나비스(그리스어: Νάβις, 기원전 ?년 ~ 192년, 재위 : 기원전 207년 ~ 192년)는 스파르타의 마지막 왕이다. 그는 스파르타의 재흥을 목표로 살았지만, 아카이아 동맹과 로마에 패했다.

## 권력
기원전 207년, 만티네아 전투에서 스파르타의 왕 펠로프스의 후견인 마카니다스가 패사하자 나비스가 그 후임을 맡았다. 그러나 나비스는 에우리폰티드 왕조의 데마라토스의 후손으로 자처하며, 기원전 206년에 펠로프스를 폐위하고 처형시켰다. 이렇게 나비스는 지배자의 지위를 얻었으며, 스스로를 왕이라고 칭했지만, 리비우스나 폴리비오스는 그를 왕이라고 부르지 않고 참주라고 불렀다.
권력을 장악한 나비스는 기원전 3세기 말의 개혁가 클레오메네스 3세의 노선을 취했다. 그는 부자들을 추방하고, 그들의 토지를 재분배하여 많은 노예를 해방시키고 시민 계급으로 올렸다. 이러한 시민의 증대는 병력의 증대를 의미했으며, 그의 스파르타 재흥을 위한 포석이었다. 나비스 대해 역사가 리비우스와 폴리비오스는 군사력과 잔인함으로 권력을 장악한 피에 굶주린 폭군으로 언급하고 있다. 예를 들어, 폴리비오스는 나비스의 지지자들을 ‘살인자 집단, 밤도둑, 소매치기와 노상강도’로 표현하거나, (폴리비오스, 〈세계사〉, 13,6) “추방된 부자의 아내들이 산적과 전 노예와 결혼했다”고 말하고 있다.

## 대외정책
나비스는 아이톨리아, 엘리스, 메세네와 동맹을 맺었고, 아카이아 동맹과 마케도니아 왕국과 대립했다. 제1차 마케도니아 전쟁 이후 나비스는 세력을 확대하여 라코니아와 메세네의 대부분을 정복했지만, 기원전 204년에는 메갈로폴리스 공략에 실패했다. 한편으로는 동맹국이었던 크레타의 도움을 받아 해군력을 증강하고, 성벽을 쌓아 스파르타 도시의 수비를 강화했다.

## 대 로마 전쟁
여행자들의 재물을 갈취할 정도로 무도하였던 그는 아카이아 인의 침략을 받아 기원전 201년에 스코티타스(scotitas)전투에서 대패하였고, 기원전 195년에 플라미니누스(Flamininus)가 이끄는 로마 군에게 참패한 후 아르고스에 항복하였으나 부장에게 피살되었다. 이후 스파르타는 192년에 아카이아 연맹에 병합되고 만다.